# SC Amaliendorf
Der Sportclub Amaliendorf-Aalfang, kurz SC Amaliendorf, ist ein Fußballverein aus der niederösterreichischen Marktgemeinde Amaliendorf-Aalfang. Der Verein gehört dem Niederösterreichischen Fußballverband (NÖFV) an und spielt seit der Saison 2023/24 in der sechsthöchsten Leistungsstufe, der Gebietsliga Nordwest/Waldviertel.

## Geschichte
Der SC Amaliendorf wurde 1932 gegründet. 1983 gelang dem Verein als Meister der Oberliga West der Aufstieg in die fünftklassige 2. Landesliga. Nach nur drei Spielzeiten wurde man 1986 auch Meister in der 2. Landesliga und stieg somit in die Landesliga auf. In der Spielzeit 1988/89 wurde man Vizemeister in der Landesliga.
In der Saison 1989/90 nahm Amaliendorf erstmals am ÖFB-Cup teil, in dem man allerdings in der ersten Runde knapp dem Bundesligisten VSE St. Pölten unterlag. In der Saison 1996/97 qualifizierte sich der Verein nach einem Vorrundensieg gegen den SC Neudörfl ein zweites Mal für den Cup. Auch beim zweiten Antreten schied man allerdings in der ersten Runde aus, diesmal gegen den Regionalligisten Wiener Sport-Club. In der Saison 1997/98 folgte schließlich nach zwölf Jahren in der Landesliga ein Zwangsabstieg in die 2. Landesliga, nachdem man sportlich eigentlich die Klasse gehalten hatte. In der Saison 2000/01 wurde man nach drei Spielzeiten in der fünfthöchsten Spielklasse gar weiter in die sechstklassige Gebietsliga durchgereicht. In dieser verbrachte man allerdings nur eine Spielzeit; als Meister der Gruppe Nordwest/Waldviertel stieg Amaliendorf 2002 wieder in die 2. Landesliga auf. In der ersten Saison nach der Rückkehr gelang dem Verein prompt der zweite Meistertitel in Folge und als Meister der Gruppe West stieg der Verein 2004 nach sechs Jahren Abwesenheit wieder in die höchste niederösterreichische Spielklasse auf.
Nachdem der Verein zwei Mal die Klasse ohne größere Probleme halten konnte, war man in der Saison 2006/07 nicht viertligatauglich und erreichte nur einen Punkt in 30 Saisonspielen und stieg demzufolge abgeschlagen als Tabellenletzter nach drei Jahren wieder in die 2. Landesliga West ab. Nach drei Spielzeiten in der fünften Liga folgte 2010 nach acht Jahren wieder der Gang in die Gebietsliga. Diesmal folgte allerdings kein direkter Wiederaufstieg, erst nach drei Spielzeiten gelang 2013 wieder der Aufstieg in die fünfthöchste Spielklasse. 2023 stieg man abermals in die sechste Liga, die Gebietsliga Nordwest/Waldviertel ab.